# باولا غروبر
باولا غروبر (30 نوفمبر 1974 - ) (بالإنجليزية: Paula Gruber)‏ هي لاعبة كريكت نيوزلندية.

## وصلات خارجية
- باولا غروبر على موقع إي آس بي آن كريك إنفو (الإنجليزية)